# Dydoe
Een dydoe is genitale piercing voor mannen die door de rand van de eikel passeert. Gewoonlijk worden er een of twee dydoes geplaatst, maar soms plaatst men er meerdere, iets wat een "king's crown" of koningskroon wordt genoemd. De reden van plaatsen is vaak seksuele stimulatie.